# 정인봉
정인봉(鄭寅鳳,  1953년 12월 10일 ~ )은 대한민국의 정치인이다. 제16대 국회의원을 지냈다.

## 학력
- 1966년 서울혜화국민학교 졸업
- 1969년 경기중학교 졸업
- 1972년 경기고등학교 졸업
- 1976년 서울대학교 법과대학 LL.B.

## 경력
- 1975년: 제17회 사법시험 합격(사법연수원 7기 수료)
- 1980년: 서울중앙지방법원 북부지원 판사
- 1985년: 춘천지방법원 강릉지원 판사
- 1989년: 서울지방변호사회 인권위원회 위원
- 1993년: 대한변호사협회 인권위원회 위원
- 1994년: 환경운동연합 지도위원회 위원
- 1997년~ : 정인봉법률사무소 변호사
- 2000년 ~ 2002년: 제16대 한나라당 국회의원
- 2005년 ~ 2006년 5월: 한나라당 인권위원회 위원장
- ~ 2007년 2월: 한나라당 법률특별보좌관
- 2012년 10월: 새누리당 종로구 당원협의회 위원장
- 2021년 8월 ~ 2021년 9월: 최재형 열린캠프 자문위원

## 역대 선거 결과
|  | 12.34% |

|  | 13.02% |

|  | 43.5% |

|  | 48.74% |

|  | 4.66% |